# Zehnkampf-Länderkampf der Männer 1963 BR Deutschland – Finnland – Dänemark/Island – Norwegen – Polen – Schweden
| 15. Leichtathletik-Länderkampf mit bundesdeutscher Beteiligung 1963                                     | 15. Leichtathletik-Länderkampf mit bundesdeutscher Beteiligung 1963                 |
| --- | ----------------------------------------------------------------------------------- |
| |                                                                                     |
| Zehnkampf-Vergleich der Männer: BR Deutschland – Dänemark/Island – Finnland Norwegen – Polen – Schweden |                                                                                     |
| Austragungsort                                                                                          | Lübeck                                                                              |
| Wettbewerbe                                                                                             | 1                                                                                   |
| Datum                                                                                                   | 5./6. Oktober 1963                                                                  |
| 1. FRG 2. FIN 3. NOR 4. SWE 5. DNK/ ISL 6. POL                                                          | 22.993 Punkte 20.102 Punkte 18.626 Punkte 18.161 Punkte 17.956 Punkte 16.831 Punkte |
| Chronik                                                                                                 |                                                                                     |
| ← FRG-POL (F)                                                                                           | erster LK 1964:00 SUI-FRG-NLD Straßenlauf (M) →                                     |

Im fünfzehnten und letzten Vergleich des Länderkampfjahres 1963 traten zum dritten Mal in dieser Saison die Zehnkämpfer an. In Lübeck traf die Bundesrepublik Deutschland am 5./6. Oktober mit Finnland, einem gemischten Team aus Dänemark und Island, Norwegen, Polen sowie Schweden auf fünf Gegner.

## Wettbewerbe und Modus
Jede Nation konnte mit maximal vier Zehnkämpfern antreten, von denen die drei Besten in die Wertung kamen. Das Team aus Polen reiste mit nur drei Teilnehmern an, die somit alle gewertet wurden. Das Ergebnis entschied sich hier nicht nach den Platzierungen, sondern über die Addition der Punktzahlen der gewerteten Athleten jedes Landes. 

## Ergebnis
Die starken bundesdeutschen Zehnkämpfer entschieden die Begegnung mit großer Dominanz für sich. Die vier gestarteten bundesdeutschen Teilnehmer lagen am Ende vor der kompletten Konkurrenz. So gewann die Bundesrepublik Deutschland mit 22.993 Punkten und einem Vorsprung von mehr als 2800 Punkten vor Finnland. Die drittplatzierten Norweger folgten weitere fast 1500 Punkte zurück vor Schweden (knapp 550 Punkte hinter Norwegen) und Dänemark/Island (etwas mehr als 200 Punkte hinter Schweden). Die sechstplatzierten Polen hatten einen Rückstand von mehr als 1100 Punkten auf das Team Dänemark/Island.

## Legende
Kurze Übersicht zur Bedeutung der Symbolik – so üblicherweise auch in sonstigen Veröffentlichungen verwendet:
| DNF | nicht im Ziel (did not finish) |
| DNS | nicht am Start (did not start) |

### Zehnkampf
| Platz | Name                 | Nation | Punkte | 100 m  | Weit- sprung | Kugel- stoßen | Hoch- sprung | 400 m  | 110 m Hürden | Diskus- wurf | Stabhoch- sprung | Speer- wurf                 | 1500 m                      |
| ----- | -------------------- | ------ | ------ | ------ | ------------ | ------------- | ------------ | ------ | ------------ | ------------ | ---------------- | --------------------------- | --------------------------- |
| 01    | Werner von Moltke    | FRG    | 7807   | 10,7 s | 6,82 m       | 15,74 m       | 1,70 m       | 49,8 s | 14,9 s       | 49,20 m      | 4,20 m           | 47,58 m                     | 4:59,6 min                  |
| 02    | Willi Holdorf        | FRG    | 7669   | 10,6 s | 6,80 m       | 15,07 m       | 1,76 m       | 48,6 s | 14,9 s       | 42,71 m      | 3,90 m           | 54,46 m                     | 4:36,3 min                  |
| 03    | Wolfgang Heise       | FRG    | 7517   | 10,9 s | 6,89 m       | 14,01 m       | 1,76 m       | 48,8 s | 15,6 s       | 39,80 m      | 4,10 m           | 61,88 m                     | 4:28,6 min                  |
| 04    | Hans-Joachim Walde   | FRG    | 7333   | 10,9 s | 6,86 m       | 13,89 m       | 1,88 m       | 51,3 s | 15,5 s       | 42,03 m      | 3,80 m           | 65,57 m                     | 4:44,8 min                  |
| 05    | Seppo Suutari        | FIN    | 6817   | 10,7 s | 6,72 m       | 14,52 m       | 1,70 m       | 50,7 s | 15,2 s       | 40,99 m      | 3,40 m           | 57,94 m                     | 5:05,2 min                  |
| 06    | Markus Kahma         | FIN    | 6723   | 11,3 s | 6,35 m       | 14,76 m       | 1,55 m       | 51,5 s | 16,0 s       | 48,64 m      | 3,49 m           | 62,98 m                     | 4:35,2 min                  |
| 07    | Valbjörn Þorláksson  | ISL    | 6634   | 11,0 s | 6,46 m       | 13,15 m       | 1,79 m       | 51,4 s | 15,4 s       | 37,80 m      | 4,20 m           | 53,57 m                     | 5:14,4 min                  |
| 08    | Stig Nymander        | FIN    | 6562   | 11,4 s | 7,16 m       | 12,86 m       | 1,76 m       | 52,2 s | 15,7 s       | 38,86 m      | 3,80 m           | 52,43 m                     | 4:39,5 min                  |
| 09    | Reidulf Förde        | NOR    | 6329   | 11,2 s | 6,71 m       | 12,27 m       | 1,85 m       | 55,0 s | 16,9 s       | 35,52 m      | 4,20 m           | 55,51 m                     | 4:43,2 min                  |
| 10    | Tore Carbe           | SWE    | 6310   | 11,4 s | 6,67 m       | 11,71 m       | 1,79 m       | 51,9 s | 16,4 s       | 34,08 m      | 4,30 m           | 53,90 m                     | 4:37,3 min                  |
| 11    | Mikko Haapala        | FIN    | 6262   | 11,5 s | 6,55 m       | 11,54 m       | 1,85 m       | 54,3 s | 15,5 s       | 35,35 m      | 4,10 m           | 55,09 m                     | 4:52,3 min                  |
| 12    | Knut Skramstad       | NOR    | 6245   | 11,5 s | 6,72 m       | 12,90 m       | 1,73 m       | 52,6 s | 16,5 s       | 35,54 m      | 3,90 m           | 54,85 m                     | 4:35,2 min                  |
| 13    | Svein-Knut Granum    | NOR    | 6052   | 11,4 s | 6,43 m       | 10,54 m       | 1,70 m       | 50,9 s | 16,0 s       | 33,35 m      | 3,70 m           | 53,34 m                     | 4:39,3 min                  |
| 14    | Fritz Lindblom       | SWE    | 6023   | 11,4 s | 6,52 m       | 13,09 m       | 1,73 m       | 54,0 s | 16,7 s       | 28,52 m      | 4,50 m           | 46,69 m                     | 4:32,2 min                  |
| 15    | Mikael Schie         | NOR    | 5868   | 11,2 s | 6,47 m       | 11,37 m       | 1,82 m       | 53,5 s | 20,3 s       | 34,78 m      | 4,30 m           | 47,53 m                     | 4:30,3 min                  |
| 16    | Stig Hedström        | SWE    | 5828   | 11,2 s | 6,69 m       | 11,51 m       | 1,85 m       | 53,1 s | 16,4 s       | 36,52 m      | 3,30 m           | 46,29 m                     | 4:49,6 min                  |
| 17    | Andrzej Mankiewicz   | POL    | 5711   | 11,3 s | 6,24 m       | 11,90 m       | 1,65 m       | 51,9 s | 16,8 s       | 34,73 m      | 3,30 m           | 45,77 m                     | 4:32,5 min                  |
| 18    | Andreas Gydesen      | DNK    | 5664   | 11,3 s | 6,05 m       | 13,74 m       | 1,55 m       | 51,5 s | 15,7 s       | 33,32 m      | 3,30 m           | 53,27 m                     | 4:33,4 min                  |
| 19    | Sören Pedersen       | DNK    | 5658   | 10,9 s | 6,46 m       | 10,98 m       | 1,60 m       | 50,8 s | 16,0 s       | 33,11 m      | 3,20 m           | 46,72 m                     | 4:50,4 min                  |
| 20    | Ryszard-Wiktor Szmal | POL    | 5585   | 10,6 s | 6,25 m       | 13,82 m       | 1,65 m       | 51,8 s | 15,9 s       | 35,37 m      | 3,30 m           | 43,34 m                     | 4:55,7 min                  |
| 21    | Jerzy Dedko          | POL    | 5535   | 11,3 s | 6,40 m       | 13,30 m       | 1,85 m       | 53,1 s | 16,8 s       | 32,61 m      | 3,20 m           | 45,45 m                     | 5:08,0 min                  |
| 22    | Kjartan Guðjónsson   | ISL    | 5521   | 11,5 s | 6,36 m       | 12,94 m       | 1,79 m       | 56,8 s | 16,2 s       | 32,99 m      | 3,40 m           | 54,57 m                     | 5:06,3 min                  |
| DNF   | Bö Axelson           | SWE    |        | 11,6 s | 6,07 m       | 16,48 m       | 1,70 m       | 53,2 s | 22,9 s       | 44,06 m      | DNS              | Aufgabe nach dem Diskuswurf | Aufgabe nach dem Diskuswurf |

## Weblink
- TULOKSET: Kymmenottelun maaottelu GFR-ISL-DEN-FIN-NOR-SWE, Lübeck GFR, 5.–6.10.1963, Zehnkampffreundschaftsländerkampf GER-ISL-DEN-FIN-NOR-SWE, Lübeck GFR, 5.–6.10.1963 (finnisch), abgerufen am 21. September 2024